# Promet Slovačke
Slovački prometni sustav dosta je dobro razvijen, a cestovna i željeznička mreža spojene su s velikim europskim prometnim pravcima. Dunavom se obavlja unutarnji promet s Austrijom i Mađarskom. Uz Bratislavu i Košice nalaze se međunarodne zračne luke.